# قطر-1b
قطر 1 بي (بالإنجليزية: Qatar 1b)‏، هو كوكب خارج مجموعتنا الشمسية يقع على بعد حوالي 550 سنة ضوئية من الأرض.
أعلن مجموعة من العلماء في مؤسسه قطر ومركز هارفاد سيمنثسونيان للفيزياء الفلكية بالولايات المتحدة الأمريكية وجامعات سانت آندورز وليستر وجامعة كيل البريطانية اكتشاف الكوكب الشبيه في خصائصه بالمشترى خامس الكواكب السيارة في المجموعة الشمسية. واصلت ردود الفعل الايجابية حول الإنجاز القطري الكبير باكتشاف الكوكب الجديد، الذي أطلق عليه اسم «قطر ون بي» وهو واحد من كواكب يتزايد عددها وتدور في فلك نجوم أو توجد خارج نطاق المجموعة الشمسية.